# Ortodeoksija
Ortodeoksija je simptom koji se javlja u stanjima desaturacija kiseonika u uspravnom položaju i poboljšava nakon ležanja na leđima. Ortodoksija je udružena zajedno sa platipnejom i može se primetiti u hepato-pulmonalnom sindromu (kada je izazvana plućnim arteriovenskim malformacijama) ili kod miksoma leve pretkomore.

## Etiopatogeneza
Ortodeoksija se javlja kada postoji patološka desna i leva komunikacija krvotoka, obično kod interatrijske komunikacije, u prisustvu normalnog pritiska u plućnoj arteriji. Ovo neobična situacija (koja je u većina slučajeva značajno potcenjena), posledica je intrakardijalnog kretanja krvi udesno, zbog povećanog srčanog pritiska sa desne strane srca.

## Literatura
- Rodríguez-Roisin, Roberto; Krowka, Michael J. (29. 5. 2008). „Hepatopulmonary Syndrome — A Liver-Induced Lung Vascular Disorder” (PDF). New England Journal of Medicine. 358 (22): 2378—2387. PMID 18509123. doi:10.1056/NEJMra0707185.

## Spoljašnje veze
|  | Molimo Vas, obratite pažnju na važno upozorenje u vezi sa temama iz oblasti medicine (zdravlja). |